# Susan Tyrrell
Susan Tyrrell (ur. 18 marca 1945 w San Francisco, zm. 16 czerwca 2012 w Austin) – amerykańska aktorka filmowa, telewizyjna i teatralna. Została uhonorowana nagrodą Saturna za rolę Mary Aiken w filmie Bad. Za rolę Omy w filmie Zachłanne miasto otrzymała nominację do Oscara.

## Filmografia
Seriale TV
- 1959: Bonanza jako Pani Jill Conway
- 1975: Starsky i Hutch (serial telewizyjny) jako Annie / Isabelle Oates
- 1989: Opowieści z krypty jako Mona
- 1990: Skrzydła jako Sconset Sal

Filmy
- 1971: Odstrzał jako Alma
- 1972: Zachłanne miasto jako Oma
- 1977: Bad jako Mary Aiken
- 1981: Historia zwykłego szaleństwa jako Vera
- 1985: Ciało i krew jako Celine
- 1995: Zagadka Powdera jako Maxine
- 2012: Kid-Thing jako Esther